# Jan Andres
Jan Andres (* 28. November 1974 in Berlin) ist ein deutscher Schauspieler und Synchronsprecher sowie Dialogbuchautor und Dialogregisseur.

## Leben
Bereits im Alter von 12 Jahren wurde er für die Kinderserie Hals über Kopf gecastet. 1989 spielte er eine Hauptrolle in der ZDF-Weihnachtsserie Laura und Luis.
Von 1995 bis 1998 absolvierte er seine Schauspielausbildung an der Schauspielschule Charlottenburg.
1997 war er einer der Darsteller in dem Film Lola und Bilidikid. Von 1998 bis 1999 spielte er eine Hauptrolle in der ARD-Vorabendserie „Die Schule am See“. Andres ist regelmäßig in Fernsehproduktionen wie Tatort, Die Wache, Großstadtrevier, St. Angela oder Die Rettungsflieger zu sehen.
Im Jahr 2000 war Andres Hauptdarsteller in dem Theaterstück Total krass, das auf der Vaganten Bühne Berlin lief.
2005 hat Andres in dem Kurzfilm Generation Pankreas die Hauptrolle gespielt und auch Regie geführt.

## Filmografie
- 1987: Hals über Kopf
- 1988: Siebenstein
- 1989: Laura und Luis
- 1991: Ein Heim für Tiere – Ein Rabe in Trauer
- 1994: Immenhof (drei Episoden)
- 1994: Die Stadtindianer
- 1995: Schwarz greift ein – Voll drauf
- 1996: Inge Meysel: Babuschka
- 1996: Max Wolkenstein – Spritztour
- 1996: OP ruft Dr. Bruckner – Reise ins Jenseits
- 1997: 2 1/2 Minuten
- 1997: Der Testfahrer
- 1997: Dr. Stefan Frank – Verzeih mir Monika
- 1999: Lola und Bilidikid
- 2000: Die Schule am See (sechs Episoden)
- 2000: Im Namen des Gesetzes – Interne Ermittlungen
- 2001: Ein starkes Team – Lug und Trug
- 2001: In aller Freundschaft – Du schaffst es
- 2001: Tatort – Eine ehrliche Haut
- 2001: Tatort – Tod vor Scharhörn
- 2003: Großstadtrevier – Plagegeister
- 2003: Die Rettungsflieger – Die Entscheidung
- 2003: Alphateam – Die Lebensretter im OP – Von Mann zu Mann
- 2005: Die Rettungsflieger – Abschied vom Glück
- 2005: Generation Pankreas (auch Regisseur)
- 2007: Da kommt Kalle – Fair Play
- 2009: Kill Your Darling
- 2013: Die Bücherdiebin
- 2013: Hauptstadtrevier – Letzte Runde
- 2016: Alles was zählt - Rolle Patrick Wesseling

## Synchronrollen (Auswahl)

### Filme
- 2004: Juanjo Bermúdez de Castro in Im Schatten von Lissabon als Camarero Terraza
- 2005: Andy Powers in In den Schuhen meiner Schwester als Tim
- 2006: Jesse Archer in Boy Culture – Sex Pays, Love Costs als Hottie
- 2007: Hiroshi Shimozaki in 5 Centimeters per Second als Fußballspieler
- 2008: Brian Avers in Gigantic als Larry Arbogast
- 2012: Geoff Ward in 2–Headed Shark Attack als Cole
- 2017: Jeroen Perceval in Tabula Rasa als Thomas De Geest

### Serien
- 2005: Wayne Grayson in Teenage Mutant Ninja Turtles als Foot Techniker #2
- 2005: Wayne Grayson in Teenage Mutant Ninja Turtles als Karais Diener
- 2005: Wayne Grayson in Teenage Mutant Ninja Turtles als Obdachloser
- 2005: Sam Riegel in Teenage Mutant Ninja Turtles als Lieferant
- 2005: Sam Riegel in Teenage Mutant Ninja Turtles als Triceraton Wache #2
- 2014: Ramon Rodriguez  in The Affair als Ben Cruz

## Theaterrollen
- 2000: Viel Lärm um Chiozza (Theater Berlin, Regie: Valentin Platareanu)
- 2000: Total Krass (Theater Berlin, Regie: Rainer Behrend)
- 2005/2006: Fenster der Gewalt (Lesereise, Regie: Lothar Berg)
- 2012/2013: Die ABBA Show - Thank you for the Music - Estrel Hotel Berlin